# Які побудували
Які побудували (англ. That Built)  — це американська телевізійна франшиза  документальна драма, що транслюється на The History Channel і охоплює різні історичні теми та видатних людей, від промислової революції 1860-х років до сьогодення. Серія почалася з міні-серіалу «Люди, які побудували Америку» в 2012 році. 
На сьогоднішній день найтривалішим із цих серіалів є «Їжа, яка побудувала Америку», прем’єра якого відбулася 11 серпня 2019 року. Прем'єра п'ятого сезону відбулася 25 лютого 2024 року 

## Список
- Люди, які побудували Америку  (2012)
- Автомобілі, які зробили Америку [3] (2017)
- Люди, які побудували Америку: Прикордонники [3] (2018)
- Їжа, яка побудувала Америку [3] (2019–)
- Автомобілі, які побудували світ [3] (2021)
- Титани, які побудували Америку [3] (2021)
- Машини, які побудували Америку [3] (2021)
- Інженерія, яка побудувала світ [3] (2021)
- Іграшки, які побудували Америку [3] (2021-)
- Випивка, ставки та секс, які побудували Америку [3] [4] (2022)
- Мега-бренди, які побудували Америку [5] [6] (2023—)
- Як Дісней побудував Америку [7] (2024)
- Ікони, які побудували Америку  (2024)